# Syndrome post-ponction lombaire
 (septembre 2012).
La ponction lombaire est un geste invasif qui se complique fréquemment de céphalées, parfois très sévères et invalidantes.
Le syndrome post-ponction lombaire, survenant après la réalisation d'une ponction lombaire, se présente sous la forme de céphalées posturales, le plus souvent frontales ou occipitales. Elles sont maximales en position assise et debout, et disparaissent ou diminuent en position allongée. S'y associent des signes fonctionnels neuro-sensoriels en particulier cochléo-vestibulaire devant faire éliminer une méningite.
Ce syndrome peut être prévenu, partiellement, en utilisant des aiguilles de petit diamètre. Le décubitus dorsal post-ponction n'aurait pas d'effet.
En cas de céphalées très douloureuses (ouverture large de la brèche), un blood patch peut s'avérer nécessaire.